# Karlag
Karlag (Campo de trabajo correctivo de Karagandá, en ruso: Карагандинский исправительно-трудовой лагерь, Карлаг) fue uno de los campos de trabajo del Gulag más grandes, ubicado en el Óblast de Karagandá (ahora Provincia de Karagandá, Kazajistán), en la RSS de Kazajistán, Unión Soviética. Fue establecido en 1931 durante el período de asentamiento de áreas remotas de la gran URSS y sus repúblicas étnicas. La mano de obra barata tenía una gran demanda para estos fines. Las personas fueron arrestadas y transportadas desde el oeste de los Montes Urales al gigantesco campo de trabajo en el centro de Kazajistán que se extiende desde la región de Akmola en el norte hasta el río Chu en el sur. Más tarde, después de la Segunda Guerra Mundial, llegó otra oleada de prisioneros, que constituían los ex prisioneros de guerra soviéticos que los nazis tenían cautivos antes de que el Ejército Rojo los devolviera a la Unión Soviética. Muchos reclusos de Karlag fueron presos condenados como "enemigos del pueblo" en virtud del artículo 58 de la RSFSR. Más de 1.000.000 de presos sirvieron en total en Karlag a lo largo de su historia.
Una de las principales razones para crear el campamento de Karlag fue el establecimiento de una gran base agrícola respaldada por mano de obra gratuita para la industria en rápido crecimiento en el centro de Kazajistán, en particular la cuenca del carbón de Karagandá. El campamento se fundó en el territorio de la estepa vacía deshabitada y creció con bastante rapidez en los primeros años con la ayuda de las regiones vecinas del norte y del sur. El territorio total de Karlag era de aproximadamente 6,800 millas cuadradas, de las cuales solo 300 millas cuadradas se dedicaban a la agricultura, mientras que el resto se usaba para pastos. A medida que el territorio de Karlag se expandía, fue absorbiendo algunos asentamientos civiles que incluían rusos étnicos, ucranianos y alemanes que se habían mudado a esas partes entre 1906-1907. Como resultado, en 1931 esos asentamientos civiles se vieron obligados a trasladarse. Esta operación se ejecutó con la ayuda de las fuerzas del NKVD. La colectivización de la estepa, la reubicación forzosa y la confiscación los empujaron a la ciudad de Karagandá y sus regiones vecinas. Karagandá estaba comenzando a construir las minas de carbón, por lo que muchas de estas personas reasentadas fueron utilizadas como mano de obra barata. Ovejas, camellos, vacas y caballos confiscados fueron transportados a la recién formada organización "Carnes orientales" (Vostok Myaso), que los procesaba para alimentar a la fuerza laboral. Las tierras vacías de las personas reasentadas pronto se llenaron de miles de filas de presos. Las oleadas de nuevos prisioneros llegaron una tras otra desde las partes centrales de la RSFS rusa. Rápidamente se extendieron por la estepa construyendo ferrocarriles, viviendas para el ganado, viviendas para los empleados del campo, cuarteles y unidades de aislamiento.

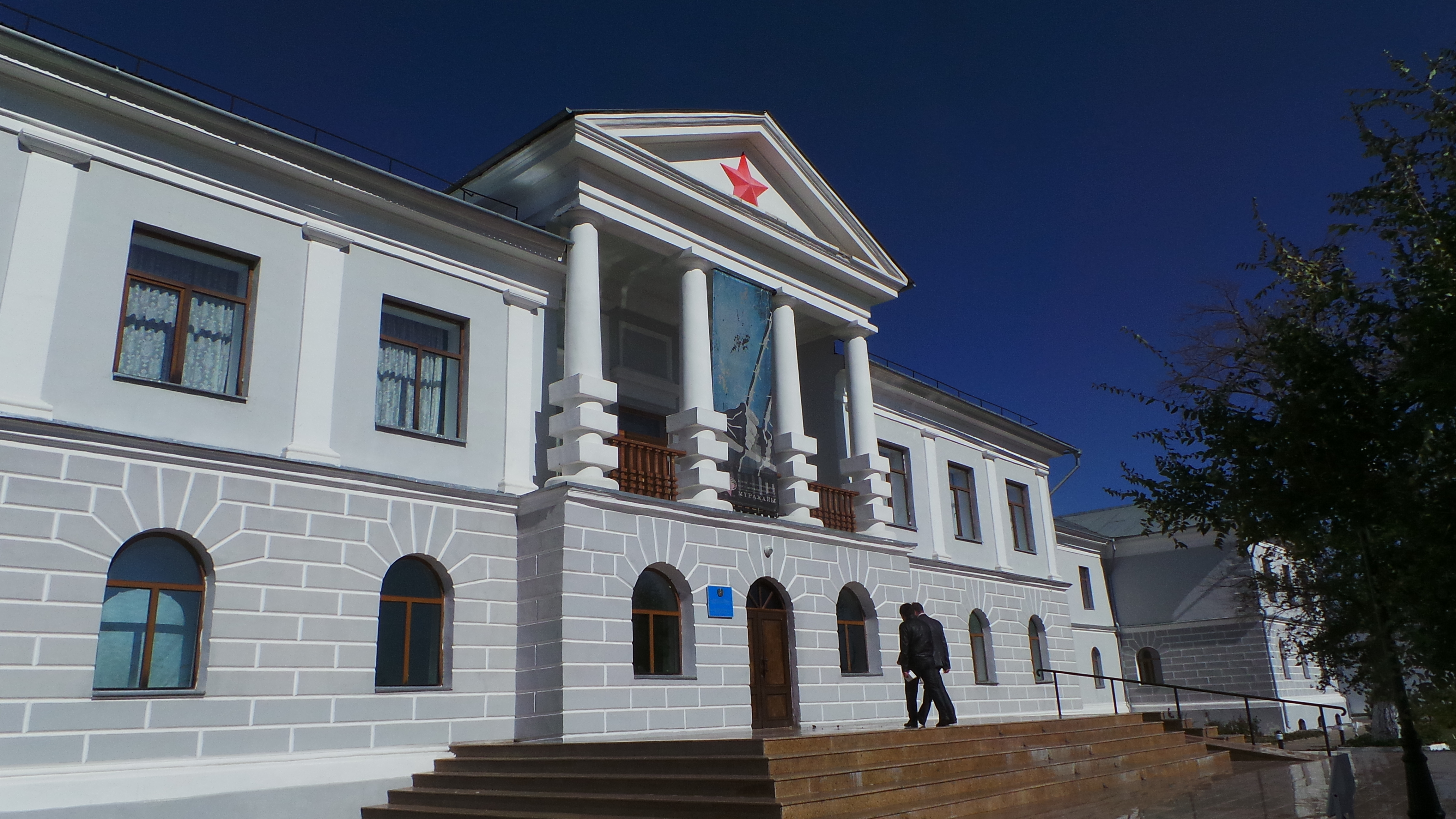
Edificio administrativo Karlag en Dolinka

Los guardianes de Karlag respondían solo ante el Gulag NKVD en Moscú. Ninguno de los miembros de los órganos gubernamentales soviéticos, estatales o locales tenía influencia alguna en las operaciones facilitadas por los guardias y supervisores del campo. Parecía una colonia con un pesado aparato de gestión. Sus departamentos incluían: administrativo-agrícola, planificación y control, cultura-educación, recursos humanos, comercio, cadena de suministro, transporte, finanzas, político, médico y más. En Karlag, los esfuerzos de los presos construyeron una planta de procesamiento de carne y una planta de procesamiento de cuero/pieles que producían productos de cuero, pieles y válenki.
En 2020, en la aldea de Zhanalyk (en ruso, Жаналык), un agricultor local excavó los restos de al menos 55 víctimas de ejecuciones de la NKVD.

## Presos notables
- Arkadiy Belinkov (1921-1970), escritor
- Alexander Grigoriev (1891-1961), pintor
- Nikolay Urvantsev (1893-1985), geólogo y explorador
- Alexander Chizhevsky (1897-1964), científico
- Margarete Buber-Neumann (1901-1989), escritora alemana

El lugar es conocido por ser allí donde 152 ciudadanos españoles estuvieron presos desde 1939 hasta su liberación en 1954.